# Acanthocyclops milotai
Acanthocyclops milotai – gatunek widłonoga z rodziny Cyclopidae, nazwa naukowa gatunku została po raz pierwszy opublikowana w 2008 roku przez hydrobiologów Sandę Iepure (Rumunia) i Danielle Defaye (Francja).